# Otiothops
Genre
Synonymes
- Iheringia Keyserling, 1891

Otiothops est un genre d'araignées aranéomorphes de la famille des Palpimanidae.

## Distribution
Les espèces de ce genre se rencontrent en Amérique du Sud, aux Antilles et en Amérique centrale.

## Liste des espèces
Selon World Spider Catalog (version 22.5, 28/12/2021) :
- Otiothops alayoni Cala-Riquelme & Agnarsson, 2014
- Otiothops amazonicus Simon, 1887
- Otiothops atalaia Castro, Baptista, Grismado & Ramírez, 2015
- Otiothops atlanticus Platnick, Grismado & Ramírez, 1999
- Otiothops baculus Platnick, 1975
- Otiothops besotes Cala-Riquelme & Agnarsson, 2018
- Otiothops birabeni Mello-Leitão, 1945
- Otiothops brevis Simon, 1893
- Otiothops calcaratus Mello-Leitão, 1927
- Otiothops chicaque Cala-Riquelme, Quijano-Cuervo & Agnarsson, 2018
- Otiothops clavus Platnick, 1975
- Otiothops contus Platnick, 1975
- Otiothops curua Brescovit, Bonaldo & Barreiros, 2007
- Otiothops doctorstrange Cala-Riquelme & Quijano-Cuervo, 2018
- Otiothops dubius Mello-Leitão, 1927
- Otiothops facis Platnick, 1975
- Otiothops franzi Wunderlich, 1999
- Otiothops fulvus (Mello-Leitão, 1932)
- Otiothops germaini Simon, 1927
- Otiothops giralunas Grismado, 2002
- Otiothops goloboffi Grismado, 1996
- Otiothops gounellei Simon, 1887
- Otiothops goytacaz Castro, Baptista, Grismado & Ramírez, 2015
- Otiothops helena Brescovit & Bonaldo, 1993
- Otiothops hoeferi Brescovit & Bonaldo, 1993
- Otiothops iguazu Grismado, 2008
- Otiothops inflatus Platnick, 1975
- Otiothops intortus Platnick, 1975
- Otiothops kathiae Piacentini, Ávila, Pérez & Grismado, 2013
- Otiothops kochalkai Platnick, 1978
- Otiothops lajeado Buckup & Ott, 2004
- Otiothops loris Platnick, 1975
- Otiothops luteus (Keyserling, 1891)
- Otiothops macleayi Banks, 1929
- Otiothops naokii Piacentini, Ávila, Pérez & Grismado, 2013
- Otiothops oblongus Simon, 1892
- Otiothops payak Grismado & Ramírez, 2002
- Otiothops pentucus Chickering, 1968
- Otiothops pilleus Platnick, 1975
- Otiothops platnicki Wunderlich, 1999
- Otiothops puraquequara Brescovit, Bonaldo & Barreiros, 2007
- Otiothops recurvus Platnick, 1976
- Otiothops setosus Mello-Leitão, 1927
- Otiothops typicus (Mello-Leitão, 1927)
- Otiothops vaupes Cala-Riquelme, Quijano-Cuervo & Agnarsson, 2018
- Otiothops walckenaeri MacLeay, 1839
- Otiothops whitticki Mello-Leitão, 1940

## Publication originale
- MacLeay, 1839 : « On some new forms of Arachnida. » Annals and Magazine of Natural History, vol. 2, p. 1-14 (texte intégral).